# Druckmittler

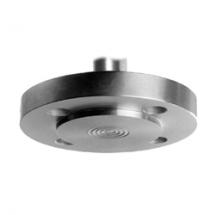
Typischer, in einen Blindflansch integrierter Membrandruckmittler. Ansicht auf die dem Prozess zugewandte Seite. Gut zu sehen: die eingeschweißte Membran mit typischem Rillenprofil.

Druckmittler sind Vorrichtungen, die in der Druckmesstechnik eingesetzt werden und das Vordringen des Messstoffs in das Druckmessglied verhindern. Sie werden oft in Verbindung mit Druckmessgeräten mit Rohrfeder eingesetzt oder immer dann, wenn die den Messstoff berührenden Teile von diesem z. B.
- chemisch,
- mechanisch oder
- thermisch

angegriffen werden. Auch werden sie eingesetzt, wenn der Messstoff
- zu Kristallisation oder Polymerisation neigt,
- hoch toxisch oder umweltschädlich,
- verunreinigt,
- hochviskos oder stockend,
- oder besonders korrosiv ist.

Ferner können sie dazu dienen, das Druckmessgerät thermisch vom Messstoff zu entkoppeln.
Neben der unten beschriebenen Bauform als Flansch- bzw. Membran-Druckmittler werden auch spezielle Bauformen eingesetzt, wie der Rohr- oder der Zungen-Druckmittler.

## Flansch- bzw. Membran-Druckmittler

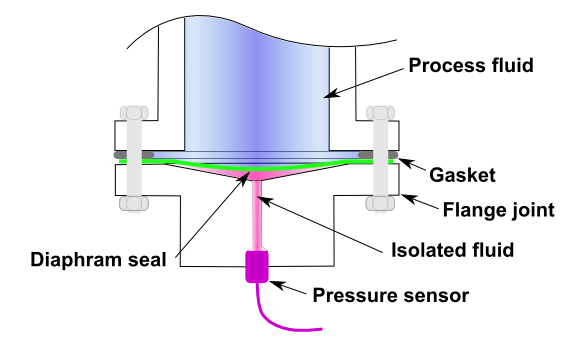
Flansch-Druckmittler (Messstoff in blau, Membrane in grün, Füllflüssigkeit in rosa)

Druckmittler bestehen meist aus einer Membran, die zwischen zwei Flanschen eingespannt ist. Der dem Druckmessgerät zugewandte Flansch wird als Druckmittler-Oberteil, der dem Messmedium bzw. Druckbehälter zugewandte als Druckmittler-Unterteil bezeichnet (vgl. obere Abb.). So ist es möglich, nur das Druckmittler-Unterteil und die Membrane in hoch korrosionsbeständigen (und kostspieligen) Materialien auszuführen und nicht das komplette Druckmesssystem.
Als Membran-Materialien werden neben Chrom-Nickel-Stahlsorten häufig eingesetzt:
- Nickelbasislegierungen wie Hastelloy und Monel
- Refraktärmetalle wie Titan und Tantal
- Edelmetalle wie Gold und Platin.

Instrumentenseitig wird das Messsystem evakuiert und mit einer Druckübertragungsflüssigkeit gefüllt. Die elastische Membrane überträgt den Druck auf die Flüssigkeit und diese überträgt ihn auf den eigentlichen Drucksensor. Der Sensor kann direkt an den Druckmittler montiert oder über eine Kapillarleitung angeschlossen werden, wodurch es möglich ist, Druckmessgeräte räumlich entfernt von der Prozessanschluss-Stelle anzubringen. Als Füllflüssigkeiten werden u. a. Silikonöl, Glycerin oder Weißöl eingesetzt.

## Nutzen, die sich aus der Verwendung von Druckmittlern ergeben
- Schutz von Messgeräten, wodurch die Lebensdauer der Messgeräte verlängert wird
- Erweiterung der Einsatzmöglichkeiten: Druckmittler ermöglichen den Einsatz von Messgeräten in Anwendungen, in denen die Messstoffe und/oder Einsatzbedingungen den Einsatz dieser Messgeräte beschränken oder gänzlich unmöglich machen
- Verbesserung der Betriebssicherheit: Die Gefahr von Messgeräteschäden wird minimiert, woraus sich eine erhöhte Betriebssicherheit ergibt
- Lange Standzeit der Messanordnung
- Teilweise Reduzierung des Montageaufwandes
- Minimierung bis hin zu Wegfall von Wartungsarbeiten

## Beispiele für Einsatzgebiete für Druckmittler
- Pharma- und Lebensmittelindustrie: Druckmessung von  Lebensmitteln, Getränken oder Wirkungsstoffen
- Energieerzeugung: Druckmessung von Dampf und Wasser in Kraftwerken
- Chemische Industrie: Druckmessung aggressiven Chemikalien
- Öl- und Gasindustrie: Druckmessung von Rohöl und Erdgas